# Ốc đảo Dakhla
Ốc đảo Dakhla (tiếng Ả Rập Ai Cập: الداخلة El Daḵla , phát âm [edˈdæxlæ]), là một trong bảy ốc đảo miền hoang mạc Tây của Ai Cập. Ốc đảo Dakhla nằm trong tỉnh Al Wadi al Jadid, cách dòng Nin 350 km (220 mi.), ở giữa hai ốc đảo Farafra và Kharga. Ốc đảo rộng chừng 80 km (50 mi) từ đông sang tây và 25 km (16 mi) từ bắc xuống nam.

## Địa lý
Trong ốc đảo Dakhla có nhiều cộng đồng dân cư, cũng như nhiều tiểu ốc đảo. Những điểm dân cư chính là Mut (đầy đủ là Mut el-Kharab, còn có tên cổ Mothis), El-Masara, Al-Qasr, Qalamoun. Ở Qalamoun, người dân xem mình là hậu duệ người Ottoman.

## Khí hậu
Ốc đảo Dakhla có khí hậu hoang mạc nóng (phân loại khí hậu Köppen BWh), điển hình cho hầu khắp đất nước Ai Cập.
| Dữ liệu khí hậu của Dakhla               | Dữ liệu khí hậu của Dakhla | Dữ liệu khí hậu của Dakhla | Dữ liệu khí hậu của Dakhla | Dữ liệu khí hậu của Dakhla | Dữ liệu khí hậu của Dakhla | Dữ liệu khí hậu của Dakhla | Dữ liệu khí hậu của Dakhla | Dữ liệu khí hậu của Dakhla | Dữ liệu khí hậu của Dakhla | Dữ liệu khí hậu của Dakhla | Dữ liệu khí hậu của Dakhla | Dữ liệu khí hậu của Dakhla | Dữ liệu khí hậu của Dakhla |
| Tháng                                    | 1                          | 2                          | 3                          | 4                          | 5                          | 6                          | 7                          | 8                          | 9                          | 10                         | 11                         | 12                         | Năm                        |
| ---------------------------------------- | -------------------------- | -------------------------- | -------------------------- | -------------------------- | -------------------------- | -------------------------- | -------------------------- | -------------------------- | -------------------------- | -------------------------- | -------------------------- | -------------------------- | -------------------------- |
| Cao kỉ lục °C (°F)                       | 33.2 (91.8)                | 40.1 (104.2)               | 44.8 (112.6)               | 46.1 (115.0)               | 48.0 (118.4)               | 49.5 (121.1)               | 45.2 (113.4)               | 45.5 (113.9)               | 45.2 (113.4)               | 44.2 (111.6)               | 39.3 (102.7)               | 32.9 (91.2)                | 49.5 (121.1)               |
| Trung bình ngày tối đa °C (°F)           | 21.5 (70.7)                | 24.0 (75.2)                | 28.1 (82.6)                | 33.6 (92.5)                | 37.3 (99.1)                | 38.9 (102.0)               | 39.0 (102.2)               | 38.4 (101.1)               | 36.4 (97.5)                | 32.9 (91.2)                | 27.1 (80.8)                | 22.8 (73.0)                | 31.7 (89.1)                |
| Trung bình ngày °C (°F)                  | 12.0 (53.6)                | 14.2 (57.6)                | 18.3 (64.9)                | 23.6 (74.5)                | 28.4 (83.1)                | 30.8 (87.4)                | 30.9 (87.6)                | 30.4 (86.7)                | 28.4 (83.1)                | 24.3 (75.7)                | 18.1 (64.6)                | 13.7 (56.7)                | 22.8 (73.0)                |
| Tối thiểu trung bình ngày °C (°F)        | 3.5 (38.3)                 | 5.1 (41.2)                 | 8.7 (47.7)                 | 13.4 (56.1)                | 18.3 (64.9)                | 21.6 (70.9)                | 22.3 (72.1)                | 21.6 (70.9)                | 20.2 (68.4)                | 16.2 (61.2)                | 9.9 (49.8)                 | 5.3 (41.5)                 | 13.8 (56.8)                |
| Thấp kỉ lục °C (°F)                      | −3.9 (25.0)                | −3.8 (25.2)                | −0.8 (30.6)                | 2.1 (35.8)                 | 7.4 (45.3)                 | 12.4 (54.3)                | 15.4 (59.7)                | 15.2 (59.4)                | 12.2 (54.0)                | 7.7 (45.9)                 | 1.0 (33.8)                 | −2.1 (28.2)                | −3.9 (25.0)                |
| Lượng Giáng thủy trung bình mm (inches)  | 0 (0)                      | 0 (0)                      | 0 (0)                      | 0 (0)                      | 0 (0)                      | 0 (0)                      | 0 (0)                      | 0 (0)                      | 0 (0)                      | 0 (0)                      | 0 (0)                      | 0 (0)                      | 0 (0)                      |
| Số ngày giáng thủy trung bình (≥ 1.0 mm) | 0.1                        | 0                          | 0                          | 0                          | 0.1                        | 0                          | 0                          | 0                          | 0                          | 0                          | 0                          | 0                          | 0.2                        |
| Độ ẩm tương đối trung bình (%)           | 47                         | 41                         | 35                         | 29                         | 26                         | 24                         | 26                         | 28                         | 31                         | 36                         | 43                         | 47                         | 34.4                       |
| Số giờ nắng trung bình tháng             | 294.5                      | 279.7                      | 316.2                      | 315.0                      | 356.5                      | 366.0                      | 384.4                      | 375.1                      | 336.0                      | 328.6                      | 300.0                      | 291.4                      | 3.943,4                    |
| Số giờ nắng trung bình ngày              | 9.5                        | 9.9                        | 10.2                       | 10.5                       | 11.5                       | 12.2                       | 12.4                       | 12.1                       | 11.2                       | 10.6                       | 10.0                       | 9.4                        | 10.8                       |
| Nguồn 1: NOAA                            |                            |                            |                            |                            |                            |                            |                            |                            |                            |                            |                            |                            |                            |
| Nguồn 2: Arab Meteorology Book (sun)     |                            |                            |                            |                            |                            |                            |                            |                            |                            |                            |                            |                            |                            |